# Santa Claus Is Comin’ to Town
Santa Claus is Comin’ to Town – piosenka świąteczna napisana przez Johna Fredericka Cootsa i Haven Gillespie w roku 1932. Singel został wydany w postaci remixu stworzonego w 2005 roku, na potrzeby promocji reedycji albumu Merry Christmas.
W 2005 roku swoją polskojęzyczną wersję piosenki nagrała Ewelina Flinta pt. "Mikołaj jedzie tu znów".

## O piosence
Piosenka opowiada o nadchodzących świętach i tym, że św. Mikołaj już niedługo przyjdzie do miasta i przyniesie wszystkim prezenty. Piosenka ma bardzo żywą muzykę i jest radosna, jak wszystkie bożonarodzeniowe piosenki.

## Wykonawcy
Piosenka została nagrana przez wielu artystów, m.in.:
- Frank Sinatra i Cyndi Lauper (1992)[3]
- Mariah Carey (1994)[4]
- Michael Bublé (2011)[5]

## Singel
Ukazał się tylko na terenie Stanów Zjednoczonych, a na singlu znajdował się tylko remix utworu, który pojawił się w teledysku.
- C370-415-001

1. Santa Claus is Comin’ to Town (Anniversary Mix) 03:07

## Teledysk
Teledysk w całości jest animowany i ukazuje Mariah czekającą na przyjście św. Mikołaja. Zapadając w sen, śni o przygotowaniach związanych z chwilą obdarowywań prezentami, dzieciach lepiących wspólnie z nią bałwana. Mariah śpiewa, tańczy i ślizga się na lodzie, a za swoje dobre uczynki otrzymuje od Mikołaja misia. Gdy wybija na zegarze północ i budzi się dostrzega, że Mikołaj już ją odwiedził, obdarowując ją wyśnionym misiem.